# کنوانسیون اروپایی حقوق بشر
کنوانسیون اروپایی حقوق بشر (انگلیسی: European Convention on Human Rights)، (رسمی: کنوانسیون برای حفاظت از حقوق بشر و آزادی‌های اساسی)، یک معاهدهٔ بین‌المللی برای حفاظت از حقوق بشر و آزادی‌های اساسی در اروپاست، که در سال ۱۹۵۰، پیش‌نویس آن توسط نهاد نوبنیاد شورای اروپا تهیه، و در سوم سپتامبر ۱۹۵۳ لازم‌الاجرا  شد.

## اعضای کنوانسیون
تمام اعضای شورای اروپا عضو این کنوانسیون هستند، و از اعضای جدید انتظار می‌رود که در نخستین فرصت آن را به‌تصویب برسانند.

## مسئولیت‌ها
این کنوانسیون دیوان اروپایی حقوق بشر را تأسیس کرد. هر فردی که حس می‌کند حقوقی که به‌موجب این کنوانسیون از آن برخوردار است، توسط یک دولت عضو، نقض شده‌است، می‌تواند در این دیوان طرح دعوا کند. چنان‌چه قضات این دیوان نقض مورد ادعا را بر دولت‌های مرتبط الزام‌آور تشخیص دهند، این دولت‌ها متعهدند که نقض یادشده را مرتفع کنند.
کمیتهٔ وزیران شورای اروپا بر اجرای احکام این دیوان نظارت دارد؛ به‌ویژه برای اطمینان از پرداخت مبالغی که توسط دیوان برای پرداخت به مدعیان، جهت جبران خسارت‌هایی که متحمل شده‌اند، تعیین شده‌است.
تأسیس این دیوان، برای حفاظت از افراد در برابر نقض حقوق بشر، یک ویژگی نوآورانه برای یک معاهدهٔ بین‌المللی دربارهٔ حقوق بشر به‌شمار می‌رود؛ چنان‌که به افراد یک نقش فعال را در عرصهٔ بین‌المللی می‌دهد (به‌طور سنتی، صرفاً دولت‌ها به‌عنوان بازیگران حقوق بین‌الملل در نظر گرفته می‌شوند).
کنوانسیون اروپایی کماکان تنها موافقت‌نامهٔ بین‌المللی حقوق بشری است که چنان درجهٔ بالایی از حفاظت فردی را مهیا می‌کند. دولت‌های عضو هم‌چنین می‌توانند علیه دیگر دولت‌های عضو طرح دعوا کنند؛ اگرچه این قدرت به‌ندرت مورد استفاده قرار می‌گیرد.
این کنوانسیون پروتکل‌های متعددی دارد، که چارچوب آن را بهبود می‌بخشند.